# A Rush of Blood to the Head Tour
A Rush of Blood to the Head Tour foi uma turnê mundial feito por Coldplay para a divulgação de seu segundo álbum de estúdio A Rush of Blood to the Head. Oficialmente, a turnê durou quase nove meses em 2003, abrangendo cinco continentes no mundo. Em 2002, Coldplay também realizou uma série de concertos na Europa e na América do Norte para divulgar o álbum. No entanto, esses shows não foram anunciados como parte da turnê oficial do álbum.
O DVD da turnê, Live 2003, foi gravado no Hordern Pavilion em Sydney, Austrália em 21 e 22 de Julho de 2003.
Os shows de abertura da turnê incluiu apresentações prorrogados por Idlewild e Ash em 2002 e Feeder, The Music, Eisley, e Ron Sexsmith em 2003.

## Estrutura do show
Mundialmente, os shows do Coldplay, durante esse período, presentou a sua progressão como um ato de boa-fé ao vivo. A banda começou a tocar mais shows em arenas e anfiteatros, afastando-se dos pequenos clubes das turnês anteriores. Mostram também que tiveram o palco e efeitos de iluminação mais elaborados. Por exemplo, uma luz estroboscópica foi mostrada na canção "Daylight", que contou com a imagem de um sol girando sobreposta sobre o palco. Tomando uma sugestão dos U2's na recente Elevation Tour, Coldplay também colocou uma série de telas em volta que exibia imagens de vídeo de cada membro da banda simultaneamente.
Outros destaques incluem:
- O vocalista Chris Martin canta com Ron Sexsmith a faixa "Gold in Them Hills" durante a primeira linha.
- O guitarrista Jon Buckland regularmente desempenhou um solo de gaita na faixa "Don't Panic". Ele jogou a gaita para a multidão após a conclusão do solo. Buckland também realizada uma introdução original da guitarra elétrica para a faixa.
- As telas acima foram desfraldadas em meados do concerto, geralmente durante o início de "One I Love".
- Em alguns shows, Martin cantava letras após a inalação de um balão de hélio.[2]
- Martin geralmente usava uma camisa da Make Trade Fair em 2002, para ajudar a promover a campanha da Oxfam. Algumas cabines da Make Trade Fair estavam presentes nos locais dos shows, onde o público poderia assinar petições e aprender sobre os objetivos da campanha.

## Repertório
Em 2002, os shows continham uma divisão bruta de 50/50 do material de Parachutes e A Rush of Blood to the Head Tour. A turnê oficial, em 2003, focou em canções do segundo álbum, assim como muitas faixas inéditas. Por exemplo, o futuro Live 2003, as canções "Moses" e o B-side de "Fix You", "Pour Me" foram introduzidas durante a turnê. Outras novas cançãos incluíam "Gravity", "Your World's Turned Upside Down" e "Ladder to the Sun".
Coldplay também fez um hábito de fazer covers de canções de outros artistas na turnê, onde muitas vezes usaram codas em suas canções. Covers variou de um tongue-in-cheek, trecho da canção de Avril Lavigne, "Sk8er Boi', e o clássico "What a Wonderful World" de Louis Armstrong. Coldplay também fez regurlamente um cover de Echo & the Bunnymen com a canção "Lips Like Sugar" na íntegra, em homenagem a líder de Bunnymen Ian McCulloch que teve um papel de mentor durante a gravação de A Rush of Blood to the Head.
A introdução musical para o show apresentou seleções feitas por Brian Eno por Apollo: Atmospheres and Soundtracks.
A seguir, é a amostra do setlist, retirados de um concerto em Hordern Pavilion, Sydney, Austrália em 21 de Junho de 2003.

### Repertório principal
1. "Politik"
2. "God Put a Smile upon Your Face"
3. "A Rush of Blood to the Head"
4. "Daylight"
5. "Trouble"
6. "One I Love"
7. "Don't Panic"
8. "Shiver"
9. "See You Soon"
10. "Everything's Not Lost"
11. "Moses"
12. "Yellow"
13. "The Scientist"
14. "What A Wonderful World" (Louis Armstrong cover)

### Encore 1
1. "Clocks"
2. "In My Place"
3. "Amsterdam"

### Encore 2
1. "Life Is for Living"

## Datas da Turnê

### Fase Pré-Tour
- 19 de Junho, 2002 -  Edimburgo - Scotland Queens Hall
- 20 de Junho, 2002 -  Liverpool - England Mountfield Hall
- 22 de Junho, 2002 -  Londres - England Royal Festival Hall
- 24 de Junho, 2002 -  Bath - England Bath Pavilion
- 25 de Junho, 2002 -  Portsmouth - England Pyramids
- 26 de Junho, 2002 -  Truro - England Hall for Cornwall
- 28 de Junho, 2002 -   Pilton - England Worthy Farm
- 30 de Junho, 2002 -   Werchter - Festival Grounds
- 2 de Julho, 2002 -  Estocolmo - Gota Kallare
- 3 de Julho, 2002 -  Ringe - Ringe Hall
- 5 de Julho, 2002 -  Amsterdam - Heineken Music Hall
- 7 de Julho, 2002 -  Roma - Valle Giulia
- 9 de Julho, 2002 -  Hamburgo -  Grosse Freiheit
- 11 de Julho, 2002 -  Oslo - Rockefeller Music Hall

### América do Norte
- 2 de Agosto, 2002 -  Chicago - Vic Theatre
- 6 de Agosto, 2002 -  Boston - Paradise Rock Club
- 7 de Agosto, 2002 -  Filadélfia - TLA Hall
- 10 de Agosto, 2002 -  Washington, D.C - Nightclub 9.30
- 12 de Agosto, 2002 -  Nova York - Bowery Ballroom
- 14 de Agosto, 2002 -  Minneapolis - First Avenue
- 18 de Agosto, 2002 -  San Francisco - Bimbo's Club
- 20 de Agosto, 2002 -  Los Angeles - El Rey Hall

## Europa
- 27 de Agosto, 2002 -  Paris - Olympia Forum
- 29 de Agosto, 2002 -  Londres - England Forum

## América do Norte
- 4 de Setembro, 2002 -  Seattle - Paramount Theatre
- 6 de Setembro, 2002 -  San Francisco - The Greek Theatre
- 7 de Setembro, 2002 -  Las Vegas - The Joint
- 9 de Setembro, 2002 -  San Diego - Open Air Theatre
- 10 de Setembro, 2002 -  Los Angeles - The Greek Theatre
- 14 de Setembro, 2002 -  Atlanta - Masquerade Music Park
- 16 de Setembro, 2002 -  Baltimore - Pier Six Concert Pavilion
- 17 de Setembro, 2002 -  Boston - Fleet Boston Pavilion
- 19 de Setembro, 2002 -  Nova York - Jones Beach
- 21 de Setembro, 2002 -  Toronto - Air Canada Centre
- 24 de Setembro, 2002 -  Chicago - UCI Pavilion

### Europa
- 4 de Outubro, 2002 -  Glasgow - S.E.C.C
- 5 de Outubro, 2002 -  Newcastle - Telewest Arena
- 7 de Outubro, 2002 -  Birmingham - National Indoor Arena
- 8 de Outubro, 2002 -  Nottingham - Nottingham Arena
- 11 de Outubro, 2002 -  Manchester - M.E.N Arena
- 14 de Outubro, 2002 -  Brighton - Brighton Centre
- 15 de Outubro, 2002 -  Bournemouth - International Centre
- 17 de Outubro, 2002 -  Plymouth - Pavilions
- 18 de Outubro, 2002 -  Port Talbot - PT Hall
- 20 de Outubro, 2002 -  Londres - Arena Wembley
- 21 de Outubro, 2002 -  Londres - Arena Wembley
- 23 de Outubro, 2002 -  Belfast - Odyssey Arena
- 25 de Outubro, 2002 -  Dublin - The Point
- 27 de Outubro, 2002 -  Dublin - The Point
- 29 de Outubro, 2002 -  Londres - London Astoria
- 3 de Novembro, 2002 -  Bruxellas - Forest National Hall
- 5 de Novembro, 2002 -  Rotterdam - The Ahoy
- 6 de Novembro, 2002 -  Paris - Zénith
- 8 de Novembro, 2002 -  Koln - Palladium
- 10 de Novembro, 2002 -  Munique - Colosseum
- 12 de Novembro, 2002 -  Montpellier - Le Zenith
- 15 de Novembro, 2002 -  Madri - La Riviera
- 16 de Novembro, 2002 -  Barcelona - Razzmatazz
- 18 de Novembro, 2002 -  Milan - Fila Forum
- 20 de Novembro, 2002 -  Berlim - Columbiahalle
- 21 de Novembro, 2002 -  Copenhagen - VK Hall
- 23 de Novembro, 2002 -  Estocolmo - Hovet
- 24 de Novembro, 2002 -  Oslo - Oslo Specktrum

### Fase 2003-Parte dois
- 08/17/03 Stafford, Inglaterra Weston Park
- 08/16/03 Chelmsford, Inglaterra Hylands Park
- 07/29/03 Bangkok, Tailândia Bangkok Arena
- 07/26/03 Naeba, Japão Naeba Ski Resort
- 07/24/03 Auckland, Nova Zelândia Carter Holt Pavillion
- 07/22/03 Sydney, Austrália Horden Pavilion
- 07/21/03 Sydney, Austrália Horden Pavillion
- 07/20/03 Byron Bay, Austrpália Splendour in the Grass
- 07/18/03 Melbourne, Austrália Rod Laver Arena
- 07/13/03 Kinross, Scotland Main Stage
- 07/12/03 Ratoath, Irlanda Fairyhouse Racecourse
- 07/03/03 Kristiansand, Noruega Idrettsplassen
- 07/01/03 Nijmegen, Holanda Goffert Park
- 06/29/03 Werchter, Bélgica Main Stage
- 06/27/03 Roskilde, Dinamarca Main Stage
- 06/24/03 Fano, Italia Piazza XX Settembre
- 06/23/03 Roma, Italia Centrale del Tennis
- 06/21/03 Neuhausen ob Eck, Germany Main Stage
- 06/20/03 Schee?el, Alemanha Main Stage
- 06/13/03 Nova York, NY Madison Square Garden
- 06/11/03 Toronto, ON, Canada Molson Amphitheatre
- 06/10/03 Cleveland, OH Tower City Amphitheater
- 06/09/03 Chicago, IL UIC Pavilion
- 06/06/03 Denver, CO Red Rocks Amphitheater
- 06/05/03 Denver, CO Red Rocks Amphitheater
- 06/03/03 San Diego, CA SDSU Cox Arena
- 06/02/03 Los Angeles, CA Hollywood Bowl
- 05/31/03 Los Angeles, CA Hollywood Bowl
- 05/30/03 Mountain View, CA Mountain View Shoreline Amphitheater
- 05/28/03 Sacramento, CA Sac Valley Amphitheater
- 05/27/03 Boise, ID B of A Center
- 05/25/03 Bend, OR Les Schwab Amphitheater
- 05/24/03 George, WA Gorge Amphitheater
- 05/23/03 Vancouver, BC, Canada GM Place
- 05/21/03 Calgary, AB, Canada Pengrowth Saddledome
- 05/20/03 Edmonton, AB, Canada Shaw Conference Centre

### Fase Pós-turnê
- 09/08/03 Cidade do México, Mexico Palacio de los Deportes
- 09/07/03 Cidade do México, Mexico Palacio de los Deportes
- 09/04/03 Rio de Janeiro, Brasil Jockey Club
- 09/03/03 São Paulo, Brasil Via Funchal